# Austin, Minnesota
Austin, Minnesota là một thành phố nằm ở quận thuộc tiểu bang Minnesota, Hoa Kỳ. Thành phố có diện tích km2, dân số theo điều tra dân số năm 2000 của Cục điều tra dân số Hoa Kỳ là người.